# Хліборобська Україна
«Хліборобська Україна» — ідеологічний орган Українського Союзу Хліборобів Державників, неперіодичний збірка. Видавася у Відні у 1920—1925 роках. Всього вийшло 8 чисел у 5 книгах. Редактор В'ячеслав Липинський.
У «Хліборобській Україні» друкувався основний політичний трактат В'ячеслава Липинського «Листи до братів хліборобів» та його полемічні статті «Покликання варягів», «Організація Хліборобів» та ін.
Спробу аналізу подій 1918 року в Україні, зокрема закордонної політики Української Держави, опублікував Дмитро Дорошенко, теоретичні статті («Історія і політика», «Влада і культура») містив Степан Томашівський; про економічні перспективи України і ролю євреїв у її господарстві писав Михайло Тимофіїв. Питанням історії присвячені статті Ілька Борщака («Орликіяна»), Домета Олянчина, Олександра Скорописа-Йолтуховського; історії Української Демократично-Хліборобської Партії та діяльності гетьманської організації на еміграції — статті Сергія Шемета.
У 1922—1925 роках у часописі друкувалися україномовні переклади уривків споминів Павла Скоропадського.
Після самоліквідації Українського Союзу Хліборобів поява «Хліборобської України» припинилася. Її поновлено вже як збірник Братства Українських Класократів-Монархістів Гетьманців у Празі (вийшли два збірники у 1931 і 1933 роках).